# Speleobamini
Speleobamini (лат.) — триба мелких коротконадкрылых жуков-ощупников из надтрибы Goniaceritae. 13 видов.

## Распространение
Встречаются в Северной Америке и является эндемичной группой для южного региона Аппалачей (США).

## Описание
Мелкие коротконадкрылые жуки—ощупники, большинство видов имеют длину тела менее 2 мм. Имеют удлинённые второй, третий и четвертый максиллярные щупики; усики близко прикреплены к выступающему лобному роструму; шея удлинённая, с шейным перетяжкой, покрытой пучком из щетинок; заднегрудные тазики соприкасаются; первый видимый стернум короткий, второй значительно длиннее посередине; задние коготки каждой лапки отсутствуют. Усики длинные, булавовидные, надкрылья укороченные, лапки трёхчлениковые. Встречаются в лесной подстилке, почве, во мхах, в пещерах.

## Систематика
13 видов и 2 рода. Таксон был впервые выделен в 1951 году американским энтомологом Orlando Park (1901—1969).
Однако, когда в 1995 году в работе Ньютона и Тейера на основании анализа морфологических признаков ранг семейства ощупников был понижен (Newton and Thayer, 1995) до подсемейства в составе Staphylinidae, то соответственно все надродовые таксоны (в том числе, бывшие ранее подсемейства в составе Pselaphidae) были понижены в ранге.
- надтриба Goniaceritae Reitter, 1882
  - триба Speleobamini Park, 1951
    - Prespelea Park, 1953[8] — 12 видов
      - подрод Fusjuguma (Prespelea) Park, 1956
      - подрод Prespelea (Prespelea) Park, 1953

    - Speleobama Park, 1951 — 1 вид
      - Speleobama vana Park, 1951